# Jahbulon
Le mot « Jahbulon », parfois orthographié « Jabulon » ou « Yahbulon », apparaît dans certains rituels de hauts grades maçonniques. Son origine et sa signification exacte ont été à l'origine de controverses.

## En franc-maçonnerie
Il semble que le mot « Jahbulon » apparaisse pour la première fois dans des rituels maçonniques français du début du XVIIIe siècle, à savoir l'une des premières versions de la légende maçonnique de l'Arche Royale. Il s'agit alors du nom du personnage (dénommé « Jabulum » ou « Guibulum » dans les versions ultérieures de cette légende) qui explore les ruines d'un ancien temple.
Dans la version anglaise de la légende symbolique de l'Arche Royale, le mot « Jahbulon » deviendra un nom mystérieux, gravé à côté du tétragramme divin sur une plaque découverte par l'explorateur des ruines.
Ce grade, accompagné de la version anglaise de la légende, deviendra par la suite le 7e degré du Rite d'York (« Royal Arch »), alors que dans sa version française il deviendra le 13e degré du Rite écossais ancien et accepté (« Arche Royale »).

## Recherches sur l'origine et la signification du mot
- Ce mot est à rapprocher des noms des conjurés du meurtre d'Hiram : parfois Jubelo, Jubela, Jubelum, parfois Jubelos, Jubelas, Jubelum, parfois Giblos, Giblas, Gibloom, ou encore Jiblime, Jibelum, Jabelum, etc. Il s'agit toujours de formes dérivées du mot Giblim, présent dans les constitutions d'Anderson avec l'orthographe Ghiblim. Ce mot et son contexte d'utilisation semblent provenir de la Geneva Bible (1560) qui mentionne en note de marge de la traduction du verset de la Bible 1 Rois 5:32: « Le mot hébreu est Giblim, qui sont, dit-on, d'excellents maçons » [3]

- Selon le révérend Canon Richard Tydeman[4], le mot serait composé de trois termes hébreux:
  - יהּ (Yah,  « Je suis »)
  - בּעל (bul,  « au Ciel »)
  - און (on,  « en force »)

- Le mot Jabulum pourrait venir de l'hébreu Yaba’al’am (׳בצלצמ) qui pourrait être traduit par « Yah est le seigneur du peuple »[5].

- Différents auteurs [Qui ?] ont cherché l'origine de ce nom dans une translittération du mot biblique « Jahbulon » (ביה) qui serait l'un des noms de Dieu[réf. souhaitée].

- Enfin, le pasteur anglican Walton Hannah, dans son livre Darkness Visible : A Christian Appraisal of Freemasonry (1952) affirma que le mot Jahbulon, décomposé en Yah-Bul-On dans certains rituels anglais[6], signifiait Jéhovah-Baal-Osiris.

## Antimaçonnisme et controverses religieuses
L'interprétation de Walton Hannah (Jéhovah-Baal-Osiris) fut reprise par la suite par l'écrivain anglais Stephen Knight, dans son ouvrage The Brotherhood (1984). Elle sera reprise encore plus tard par le révérend John Ankerberg et le docteur John Weldon dans The Secret Teachings of the Masonic Lodge. A Christian Perspective (1989). Selon ces auteurs et malgré les démentis des obédiences maçonniques, « Jahbulon » serait ainsi le nom du dieu des francs-maçons, supposé différent du dieu des religions abrahamiques. Il s'agirait là d'un secret inconnu de la masse des francs-maçons et connu des seuls initiés des hauts grades[réf. nécessaire].
En s'appuyant sur les affirmations de Walton Hannah et de Stephen Knight, différentes églises protestantes du monde anglo-américain ont condamné ou renforcé leurs condamnations de la franc-maçonnerie.[réf. nécessaire]
Ainsi en 1985, la conférence annuelle des églises méthodistes déclara que la franc-maçonnerie, société secrète, affirmait détenir des connaissances réservées à ses adeptes, dont le Nom caché de Dieu, révélé dans le rituel de l'Arche Royale. Cet enseignement relevant du syncrétisme par ses emprunts à diverses traditions religieuses, et méconnaissant le caractère unique de la révélation chrétienne, la conférence déconseillait à ses fidèles de devenir francs-maçons[source insuffisante].
En 1987, l'Église d'Angleterre publia un rapport intitulé « Freemasonry and Christianity - Are they compatible? - A contribution to discussion » concluant qu'une partie du rituel de l'Arche Royale était blasphématoire et reprochant à la franc-maçonnerie en général d'être syncrétique, gnostique, pélagienne, déiste et indifférente aux affirmations du christianisme. Ce rapport fut débattu au Synode, qui se contenta finalement d'appeler ses fidèles à la plus grande prudence sans pour autant leur interdire d'entrer en franc-maçonnerie. La Grande Loge unie d'Angleterre n'en décida pas moins d'enlever de ses rituels le mot litigieux « Jahbulon ».[réf. nécessaire]